# Seydou Doumbia
Seydou Doumbia (nascut el 31 de desembre de 1987) és un futbolista ivorià que juga com a davanter.